# Little Sister (песня Элвиса Пресли)
«Little Sister» — песня Элвиса Пресли. Авторы — Док Помус и Морт Шуман.
Первым исполнителем, издавшим её, был Элвис Пресли — в 1961 году он выпустил её как сингл, на другой стороне которого была песня «(Marie’s the Name) His Latest Flame». В разных странах сингл переворачивали (указывали, какая сторона А, а какая Б) по-разному.
В США песня «Little Sister» достигла 5 места в чарте Hot 100 журнала «Билборд» (суммарный чарт синглов в разных жанрах поп-музыки, главный хит-парад этого журнала).
В Великобритании песня проходила в чартах как одна из сторон двойного сингла «(Marie’s the Name) His Latest Flame / Litle Sister»  (с песней «(Marie’s the Name) His Latest Flame» на другой стороне). Сингл поднялся на 1 место в британском национальном сингловом хит-параде (UK Singles Chart).
В 2015 году журналист мемфисской ежедневной газеты The Commercial Appeal Крис Херрингтон в своём списке 50 лучших песен Элвиса Пресли поставил песню «Little Sister» на 20 место.

## Чарты
| Чарт (1961)             | Наив. поз. |
| ----------------------- | ---------- |
| США (Billboard Hot 100) | 5          |